# История Гавайских островов

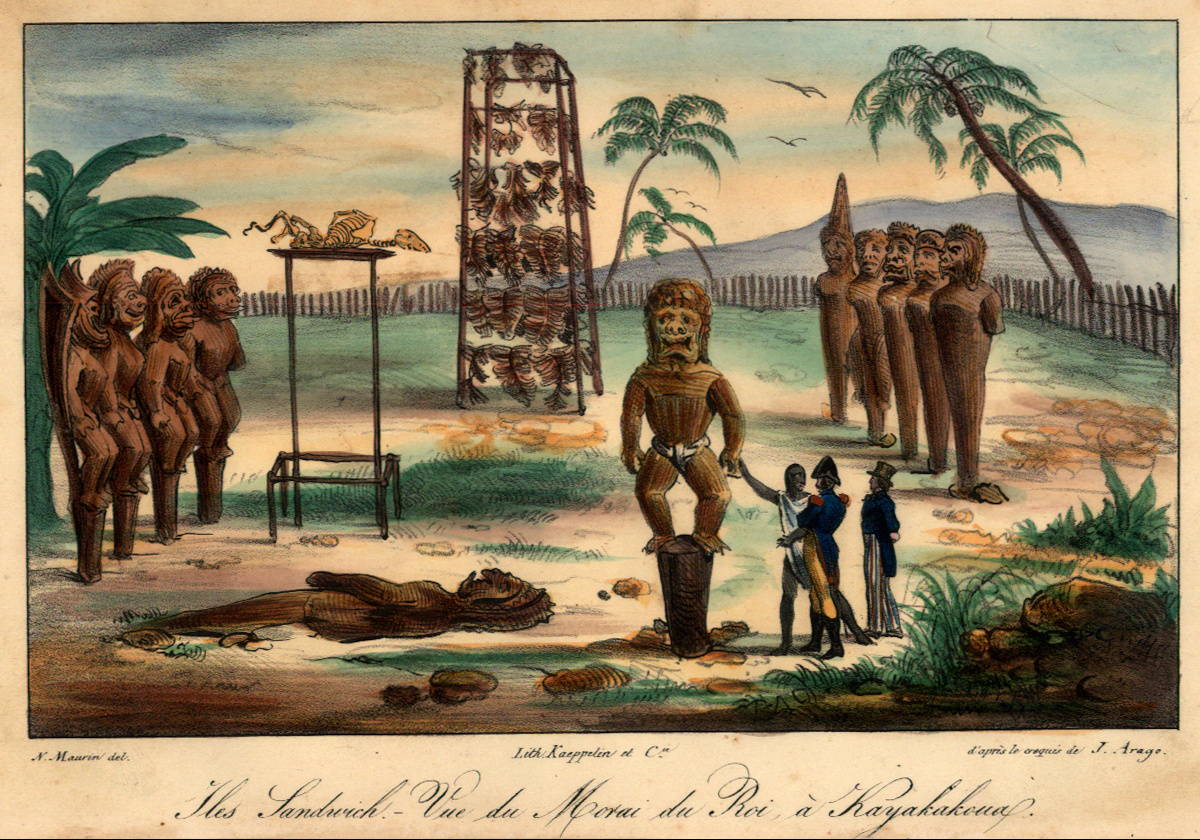
Торжественный приём французских военно-морских офицеров на Гавайях.

Коренные гавайцы, жившие на Гавайских островах на протяжении 14 веков до появления первых европейцев, принадлежат к обширной полинезийской семье. Когда началась эпоха Великих географических открытий, полинезийцы уже изучили Тихий океан и острова, входящие в полинезийский треугольник — территорию, заключённую между Гавайскими островами, островом Пасхи и Новой Зеландией.
Единой точки зрения на историю заселения Гавайских островов до сих пор не сложилось. Согласно наиболее распространенной точке зрения первые полинезийцы прибыли с Маркизских островов приблизительно в 300 году н. э., за которыми приблизительно в 1300 году последовали переселенцы с Таити, покорившие первых поселенцев и сформировавшие более сложную религиозную и социальную систему на островах. Согласно другой точке зрения, была лишь одна и продолжительная волна заселения.

## Древняя история Гавайских островов

### Общественный строй

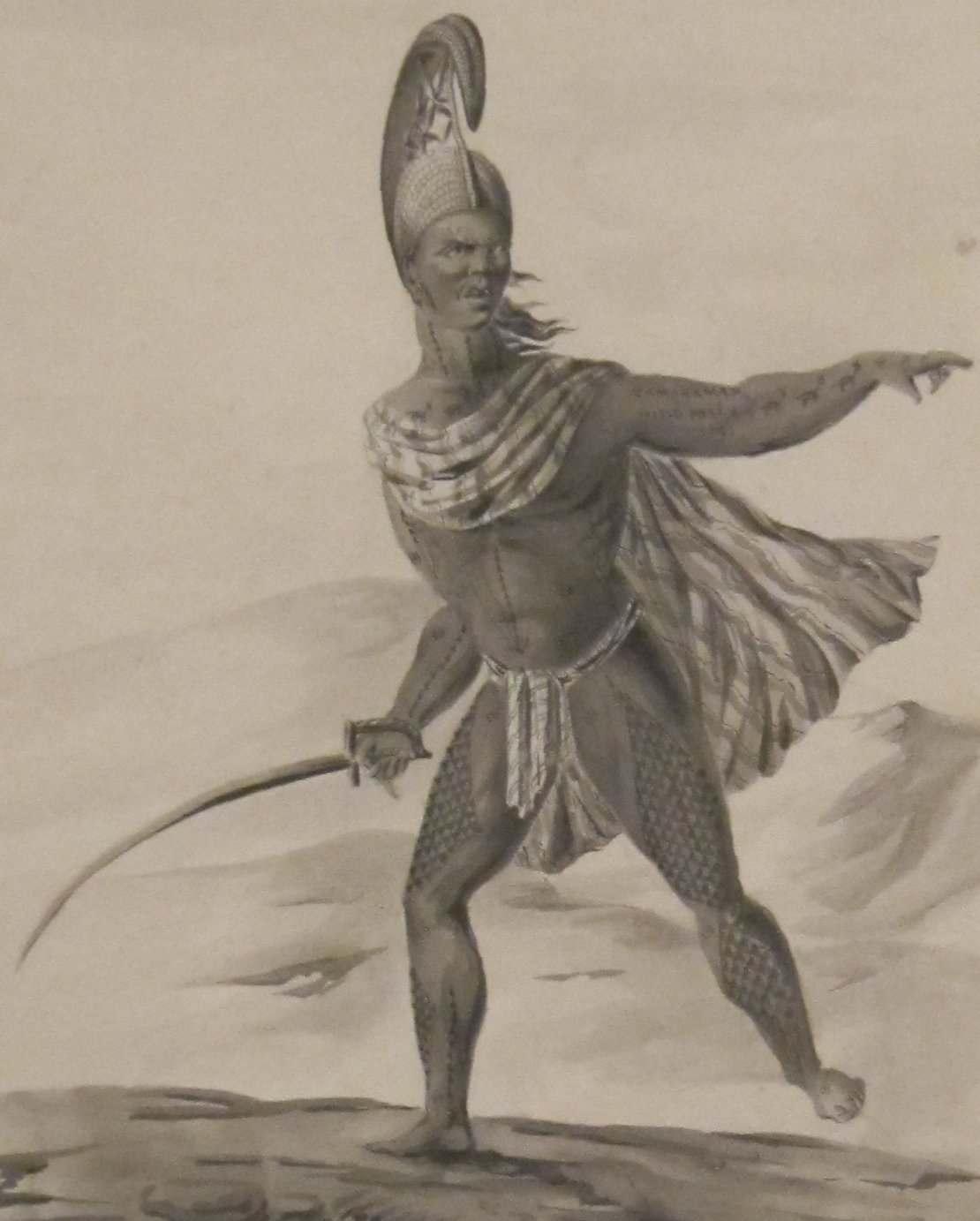
Ахихинео, офицер Камеамеа I, в традиционном шлеме махиоле. Рис. Жака Этьена Араго (1819)

Согласно генеалогическим преданиям гавайских вождей, одним из пришельцев был Паао, жрец с острова Таити, который, поссорившись со своим братом, поплыл на север с 38 родственниками и слугами. Добравшись до Гавайских островов в 1125 году (возможно, даже случайно), он стал жрецом новой религии. Найдя местного короля злым и безнравственным человеком, Паао отправил посланников за помощью на Таити. Оттуда прибыл местный вождь, которого звали Пили. Он сверг короля-тирана и стал новым королём. Считается[кем?], что Пили был предком короля Камеамеа I, основавшего (1810) Гавайское королевство, а потомки Паао были при нём верховными жрецами.
После восшествия на трон Пили Гавайи в течение нескольких веков оставались изолированной территорией, прервавшей всякие связи с остальными народами Полинезии. Эта длительная эпоха в истории Гавайских островов была отмечена непрекращавшейся борьбой между местными вождями, или алиями, за новые земли и верховенство. Само королевство распалось на четыре самостоятельных государства, располагавшихся на островах Гавайи, Мауи, Оаху и Кауаи во главе с местными королями. Другие маленькие острова часто становились самостоятельными государствами, но они были недолговечны, и в скором времени оказывались покорены одним из более сильных 4 королевств. Долгое время местными вождями предпринимались попытки объединить все острова, но все они были безуспешными (эта цель будет достигнута только при короле Камеамеа I (1810—1819)).
В древней истории Гавайских островов все сферы общественной жизни (государственная власть, социальная и экономическая сферы) были тесно связаны с религией. Общественный строй был очень похож на ту модель, что была в средневековой Европе. Верховенствующее положение занимали вожди различных уровней, внизу иерархической системы — население, выполнявшее «чёрную» работу и полностью подчинявшееся воле этих вождей. В то время не было среднего класса в современном смысле слова, но существовали кахуны (от гавайского kahuna) — жрецы, лекари, мореплаватели и различные специалисты, приближённые по своему положению в обществе к вождям. Знаком принадлежности к племенной и военной знати был традиционный шлем из перьев махиоле.
Границы королевств часто менялись в ходе нередких на островах войн между племенами и кланами. После того как верховный вождь завоёвывал земли, которые хотел присоединить, он в дальнейшем делил их между вождями более низкого ранга, обязанными верностью верховному вождю. Верховный вождь мог отнять дарованные земли и передать их другому приближённому. Общинное население было прикреплено к земле, хотя оно могло переходить от одного феодала к другому. За пользование землёй, которую они обрабатывали, общинники отдавали феодалу часть произведенной ими продукции (это касалось и вылова рыбы). Военные отряды феодалов формировались в случае войны из подчинённых им общинников.

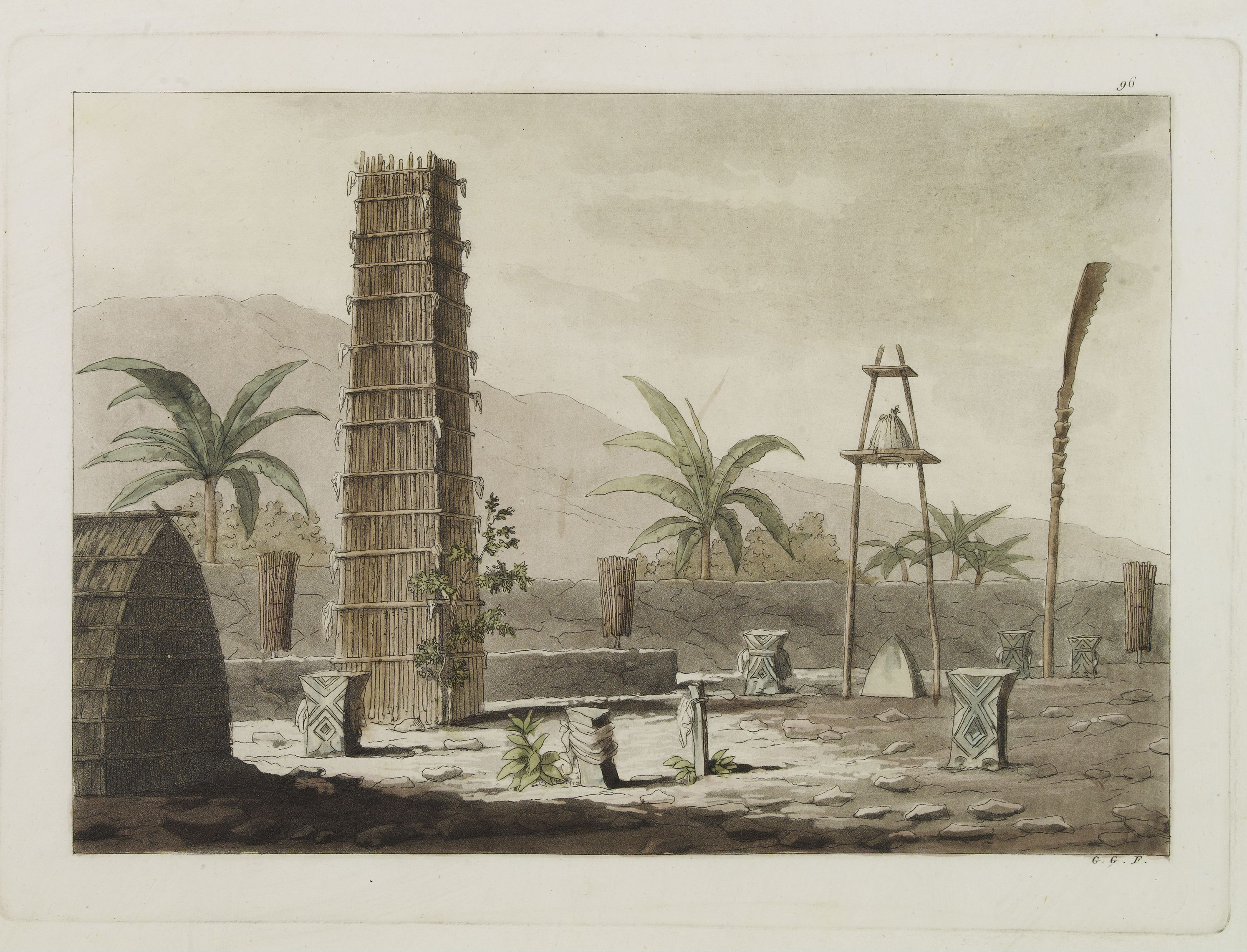
Хеиау (рисунок сделан около 1778).

Любым серьёзным действиям, будь то строительство дома или битва, предшествовала религиознaя церемония. Религия заключалась в поклонении силам природы и духам предков. Боги олицетворяли различные силы природы. Существовало множество богов, но среди них можно выделить трёх главных: Кане (гавайское Kane), бог света и жизни; Лоно (гавайск. Lono), бог урожая; Ку (гавайск. Ku), бог войны. Наиболее почитаемым богом был Ку. Место поклонения и жертвоприношения у гавайцев называлось хеиау (гавайск. heiau). Нередко совершались и человеческие жертвоприношения.
На Гавайских островах сложилась особая система религиозного права, или капу (от гавайск. kapu), заключавшаяся в системе запретов, за нарушение которых следовало жестокое наказание. Простому человеку запрещалось стоять в присутствии верховного вождя, власть которого обожествлялась, трогать его одежду. Женщины не могли есть в присутствии мужчин, им запрещалось употреблять в пищу свинину, бананы, кокосы и некоторые виды рыбы. Система капу защищала также интересы вождей, занимавших более низкое положение, чем верховный вождь.

### Культура и быт древних гавайцев

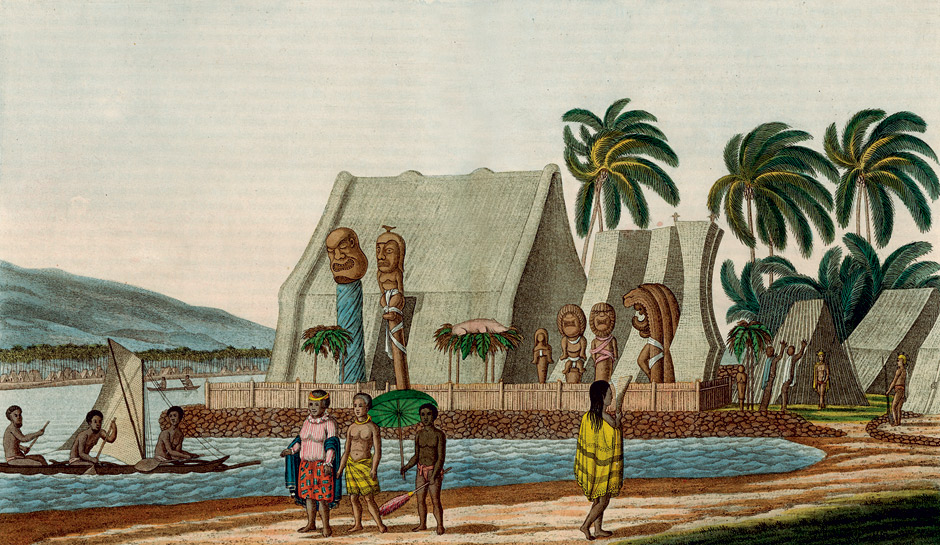
Святилище гавайцев в Каилуа-бэй на острове Оаху.

В большинстве случаев население селилось рядом с морем, которое давало им основную еду — рыбу. Гавайцы были опытными рыбаками. Основным видом судна было каноэ. Сооружались как одноместные, так и многоместные каноэ с сетями из листьев пандануса или кокосовой пальмы, предназначенными для вылова крабов.
Основным занятием в свободное время было строительство домов, так как семья обычно нуждалась в нескольких жилых помещениях. Жилище не было очень надёжным, а крыша покрывалась пальмовыми листьями. Особое отношение у гавайцев было к огню: он считался священным. Огонь добывался трением двух кусков древесины друг о друга.
Обеспечение семьи едой было обязанностью мужчины. В основном ели рыбу и пои (от гавайского poi), которую делали из таро (Colocasia esculenta). Так как для выращивания таро требуется большое количество воды, создавались ирригационные системы, а поля были похожи на современные рисовые. После сбора урожая таро выдерживали на пару в подземных печах — иму (от гавайского imu), после чего толкли до пастообразной консистенции. Другими сельскохозяйственными культурами, менее распространёнными, были батат, или сладкий картофель, хлебное дерево, ямс, кокосовая пальма, сахарный тростник и морские водоросли. Также разводились свиньи, собаки и куры. По легендам Гавайских островов, до появления первых людей здесь жили менехуне, карлики, питавшиеся бананами и строившие храмы своим богам. Именно им жители обязаны появлением прудов, в которых можно было разводить рыбу.
Каннибализм в историческое время не практиковался, лишь в древности имели место случаи ритуального людоедства.
Женщины растили детей, плели циновки, шили капу (от гавайского kapa) — одежду (в основном юбки) из внутренней части коры тутового дерева. Затем одежда окрашивалась в серый, коричневый, голубой, красный и жёлтый цвета, а также украшалась декоративными узорами.
Одежды требовалось немного из-за тёплого климата Гавайских островов. Женщины носили короткие юбки, а мужчины — мало (от гавайского malo), набедренные повязки.
Широко использовались листья пандануса. Создавались великолепные украшения из дерева, камня, ракушек и костей животных. Повсеместно была распространена нательная татуировка. Но наибольшее восхищение вызывают работы из перьев крошечных птиц, из которых делались головные уборы и даже плащи.
У гавайцев было множество игр и развлечений, среди которых в частности было хе’е-налу, катание по волнам на деревянных досках, развившееся в современный сёрфинг. Любимым занятием вождей был спуск на специальных санях с крутых склонов, простые дети делали это на листьях кокосовой пальмы. Кулачные бои, реслинг и бег были очень популярны. Весьма зрелищными были военные парады и сражения.
От древних гавайцев сохранилось много наскальных рисунков. Письменности они не имели. Высокого уровня достигли поэзия и фольклор.

## Открытие Гавайев европейцами

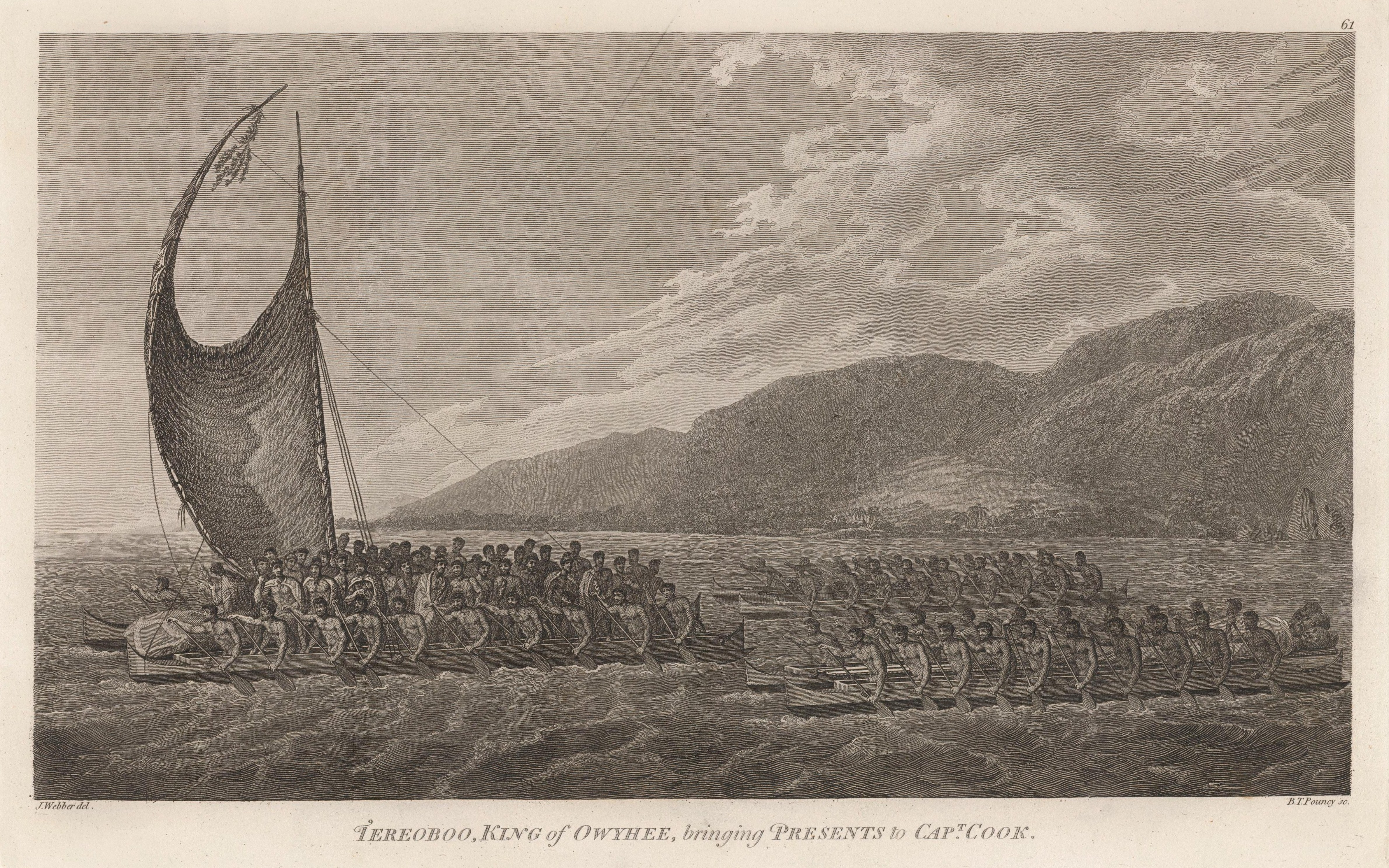
Король острова Гавайи Каланиопуу везёт дары Джеймсу Куку. Гравюра Джона Уэббера (1784)

На протяжении многих веков Гавайские острова оставались неизвестными для жителей Европы. Во время кругосветных путешествий эпохи Великих географических открытий корабли португальских, испанских, голландских мореплавателей проплывали либо южнее, либо севернее островов. Существовавшие в прошлом предположения о том, что о Гавайских островах давно знали испанские и голландские мореплаватели, в настоящее время считаются безосновательными. Первым европейцем, заметившим Гавайские острова, был английский мореплаватель Джеймс Кук, искавший в то время пролив, который позволил бы сократить путь из Европы в Азию. Европеец, первый увидевший гавайский берег, был сочтён местными жителями за бога.
Джеймс Кук в 1763—1767 годах проводил съёмку берегов острова Ньюфаундленд. Через год он был поставлен во главе экспедиции на Таити, задачей которой было исследование малоизученной южной части Тихого океана и движения планеты Венера относительно Солнца. Во время этой экспедиции на корабле «Индевор» Кук изучил побережье Австралии и Новой Зеландии и совершил своё первое кругосветное путешествие.
Во время третьего кругосветного путешествия на кораблях «Резолюшен» и «Дискавери» ему было поручено доплыть до островов Сообщества, откуда отправиться к побережью Америки, чтобы найти Северо-Западный проход. В декабре 1777 года он отплыл из Бора-Бора и 18 января 1778 года открыл острова Оаху и Кауаи, входящие в состав Гавайев.
На следующий день к кораблям подплыло несколько каноэ по 3-6 человек в каждой. Кук был сильно удивлён, когда узнал, что эти люди говорили на языках островов Океании, которые они ранее открыли. Никакие уговоры не смогли заставить этих людей зайти на борт. Поэтому Кук спустил по верёвке медные монеты. Люди в каноэ приняли этот дар, а вернувшись, в качестве эквивалента отдали Куку рыбу. Так продолжалось несколько раз. На следующий день, в ночь, к берегу острова Кауаи у деревни Ваимеа подплыли корабли. С рассветом местные жители встретили пришельцев громкими восклицаниями. Как писал Кук, один простой гвоздь, сделанный из железа, обеспечивал весь экипаж свининой, таро и фруктами.
Капитан Кук выходил на берег три раза, и каждый раз местные жители падали ничком в его присутствии, как будто Кук был их богом. Корабль посетила молодая пара, вероятно, король и королева острова, принёсшие с собой дары.
В дальнейшем корабли посетили маленький остров Ниихау, где экипаж пополнил запасы соли и мяса. Всего Кук пробыл на островах две недели, после чего отправился к берегам Америки, не изучив юго-восточные острова Гавайского архипелага. Острова же он назвал Сандвичевыми в честь своего друга и патрона, первого лорда Британского адмиралтейства.
Спустя восемь месяцев на обратном пути Кук решил перезимовать на Гавайских островах. Местное население было взбудоражено известием о его прибытии, так как слух о нём распространился ещё при первом его визите. 26 ноября его корабли подошли в северному берегу острова Мауи, спустя несколько часов они увидели остров Молокаи. На следующий день Кахекили, король острова Мауи, посетил корабль «Дискавери» и подарил его капитану плащ из красных перьев. Спустя три дня корабль «Резолюшен» посетил со свитой своих приближённых Каланиопуу, король острова Гавайи, воевавший с Кахекили.
В дальнейшем корабли исследовали острова Мауи и Гавайи. А 17 января 1779 года два корабля причалили в бухте Кеалакекуа острова Гавайи. Кука приветствовали около 10 тысяч человек. После того как Кук спустился на берег, местное население отвело его в хеиау, где жрецами острова была проведена церемония поклонения Куку, которого посчитали за бога Лоно.
Следующие две недели были посвящены пополнению запасов провизии на кораблях и дальнейшему изучению островов. 25 января Кука снова посетил король Каланиопуу, подаривший ему несколько плащей из перьев. Кук подарил ему льняную рубашку, меч и ящик с инструментами. А местное население всё это время праздновало. 4 февраля корабли отплыли от берега, но из-за шторма корабль «Резолюшен» был поврежден, поэтому Кук был вынужден вернуться к королю Кеалакекуа. С 11 по 13 февраля чинилась мачта корабля. Постепенно появлялись первые разногласия с местным населением, причиной которых было желание гавайцев взять всё, что им нравилось на корабле, а также недостаток взаимопонимания между англичанами и островитянами из-за взаимного отсутствия знаний о традициях и языке. К тому же появились первые сомнения в божественности Кука. В полдень 13 февраля произошла сильная ссора с островитянами, которые ночью украли шлюпку с корабля «Резолюшн», а затем разобрали её, чтобы заполучить драгоценные железные гвозди. Кук из-за болезни капитана корабля решил сам отправиться в деревню с несколькими матросами, чтобы взять в заложники короля Каланиопу и держать его на корабле до тех пор, пока местное население не вернёт украденную шлюпку.

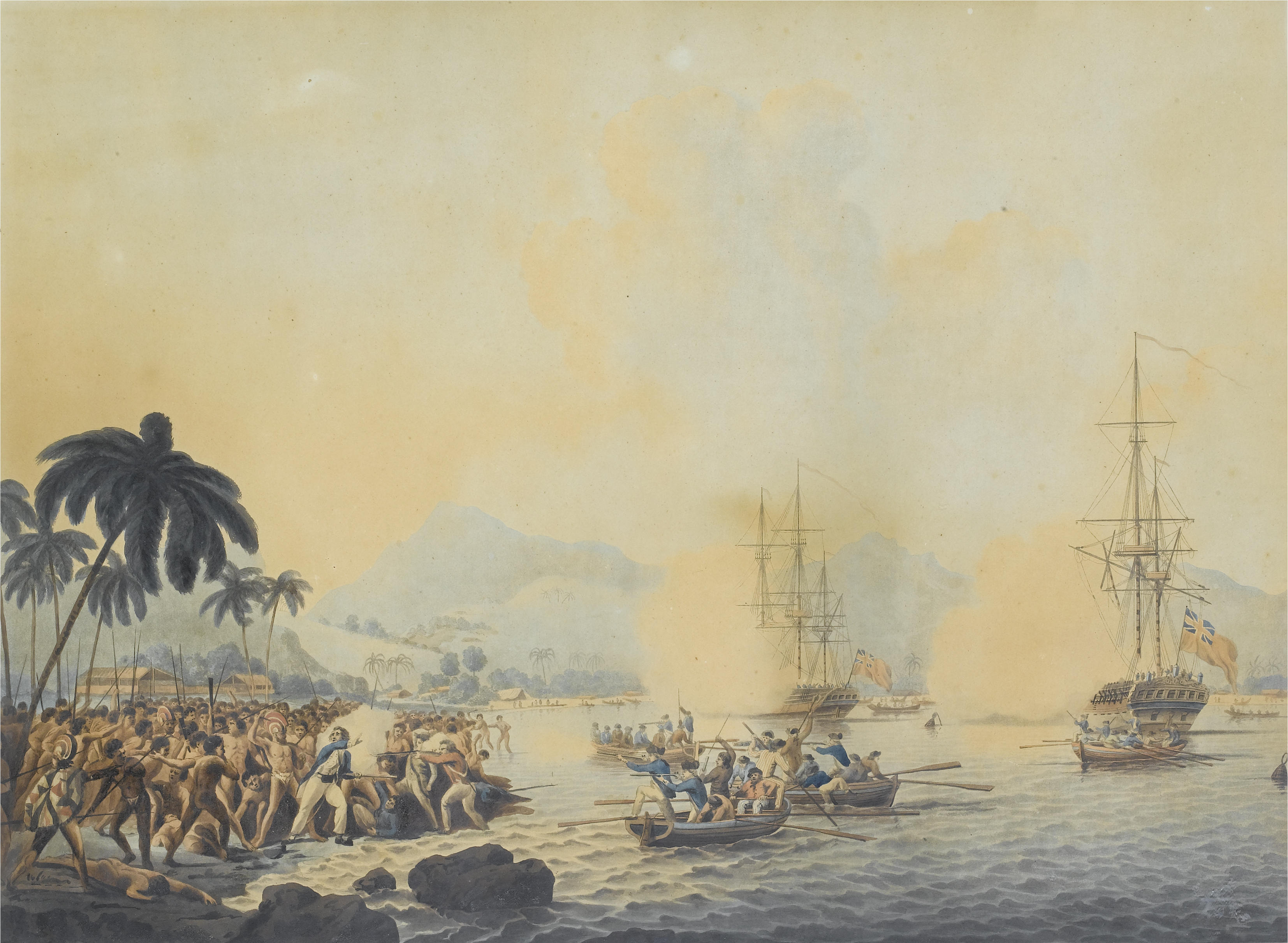
«Гибель капитана Кука» (Дж. Кливли, 1788)

Высадившись на берег с группой вооруженных людей, состоявшей из десяти морских пехотинцев во главе с лейтенантом, он прошел к жилищу вождя и пригласил его на корабль. Приняв предложение, Каланиопа последовал за англичанами, однако у самого берега отказался следовать дальше, предположительно поддавшись уговорам жены. Тем временем, на берегу собралось несколько тысяч гавайцев, которые окружили Кука и его людей, оттеснив их к самой воде. Среди них разнесся слух, что англичане убили нескольких гавайцев, это подтолкнуло толпу к началу враждебных действий. В начавшейся схватке сам Кук и четверо матросов погибли, остальным удалось отступить на корабль. Есть несколько противоречивых свидетельств очевидцев тех событий и по ним сложно судить о том, что же произошло на самом деле. С достаточной степенью достоверности можно лишь сказать, что среди англичан началась паника, команда стала беспорядочно отступать к шлюпкам и в этой суматохе Кук был убит гавайцами (предположительно ударом копья в шею).
Таким образом вечером 14 февраля 1779 года капитан Джеймс Кук был убит жителями Гавайских островов.
После смерти Кука должность начальника экспедиции перешла к капитану «Дискавери» Чарльзу Кларку. Кларк пытался добиться выдачи тела Кука мирным путём. Потерпев неудачу, он распорядился провести военную операцию, в ходе которой высадившийся под прикрытием пушек десант захватил и сжег дотла прибрежные поселения и отбросил гавайцев в горы. После этого гавайцы доставили на «Резолюшн» корзину с десятью фунтами мяса и человеческую голову без нижней челюсти. 22 февраля 1779 года останки Кука были захоронены в водах бухты, а сама бухта позднее объявлена священной.
22 февраля два английских судна отплыли от берега после трагедии и в течение двух недель плавали у островов, пополняя запасы питьевой воды. 15 марта 1779 года экспедиция окончательно отправилась на север для дальнейшего изучения Америки и Азии. Она больше никогда не возвращалась на Сандвичевы острова.
На русском языке Гавайи впервые описал российский мореплаватель Юрий Лисянский в книге «Путешествие вокруг света» (1812).

### Государственность

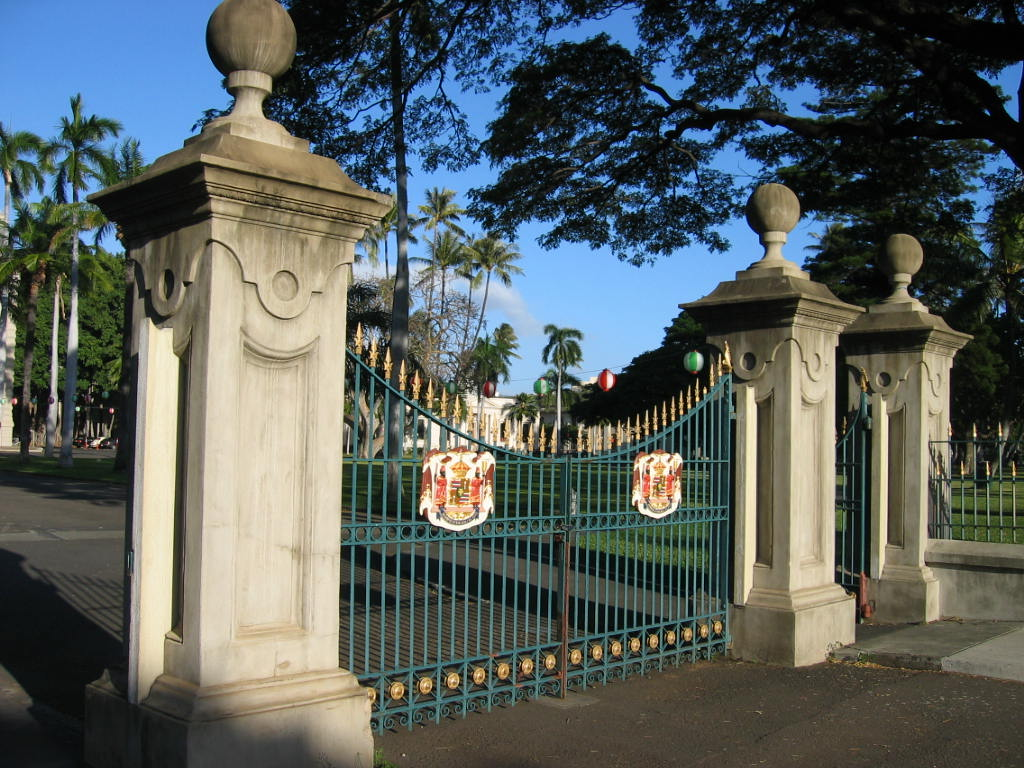
Въезд в резиденцию гавайских монархов — дворец Иолани в Гонолулу.

В XVIII веке на Гавайских островах существовали четыре полугосударственных объединения. После продолжительных междоусобиц королю Камеамеа I (1758—1819) удалось в 1810 году при помощи европейского оружия объединить острова и основать династию, которая правила на Гавайях последующие 85 лет.
Развитие интереса к производству сахарного тростника привело США в конце столетия к более активному экономическому и политическому вмешательству в дела архипелага. Местное население, столкнувшись с занесёнными извне инфекциями, от которых у него не было иммунитета, пережило массовое вымирание: к концу 19 века от 300-тысячного полинезийского населения осталось около 30 тыс. человек. На их место в 1852 году Гавайское сельскохозяйственное общество доставило в Гонолулу первую партию рабочих — 200 китайцев. Вскоре последовали новые партии. К китайцам прибавились японцы, филиппинцы, корейцы, а также рабочие из Европы: португальцы с острова Мадейра, немцы и норвежцы.

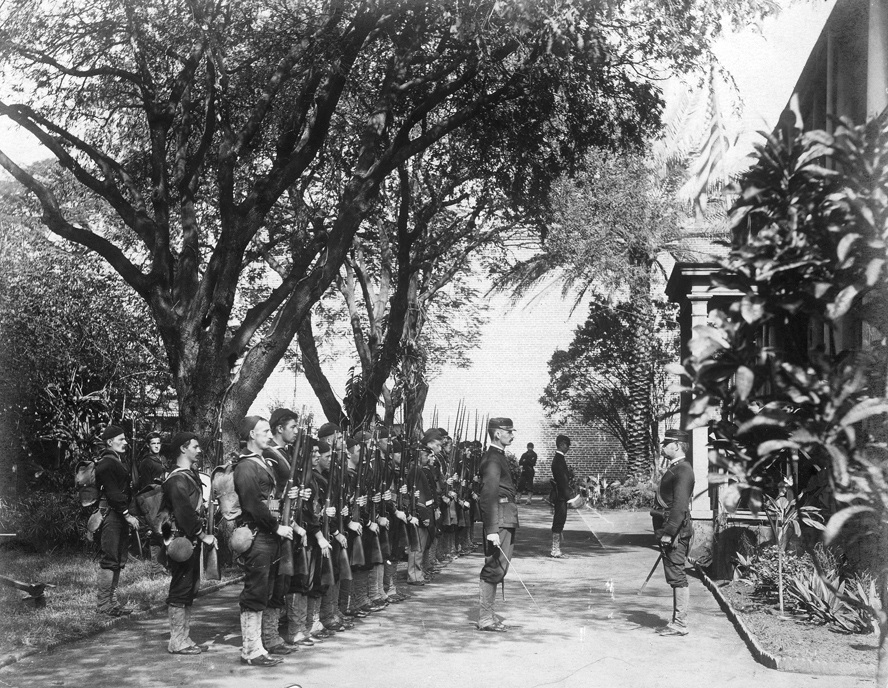
Свержение королевы Лилиуокалани

25 августа 1849 года Франция напала на Гонолулу, высадившийся на берег десант разграбил город. Сенат США одобрил аннексию Гавайских островов, на которых до этого существовало независимое самодостаточное государство — Королевство Гавайи. Этому предшествовала серия вооружённых выступлений американцев, проживавших на островах, и принудительное лишение значительной части коренного населения каких-либо политических прав. В конце XIX века Вашингтон начал военную и экономическую экспансию в Азию, и ценность Гавайских островов как американской военной базы резко возросла. В 1887 году вооружённые отряды белых заставили принять «Конституцию штыка». Так как Лилиуокалани, последняя королева островов, попыталась оспорить положения этой «конституции», группа уроженцев с островов американского происхождения, поддержанная Госдепом США и получив в помощь американских моряков со стоявшего в бухте военного корабля Бостон, в 1893 году совершила кровавый государственный переворот по прямому приказу властей США и свергла законную королеву. Через год была провозглашена марионеточная Республика Гавайи, президентом которой стал Сэнфорд Доул.
После жестокого подавления восстания за независимость Королевства Гавайи, под руководством гавайского националиста полковника Роберта Уильяма Уилкокса, присоединение Гавайев к США было лишь вопросом времени.

### В составе США
В 1898 году, в разгар испано-американской войны, США оккупировали и аннексировали Гавайи. Несмотря на петицию против вхождения в состав США, подписанную большинством населения, в 1900 году Гавайи получили статус самоуправляемой территории. Когда президент Уильям Мак-Кинли подписал договор об аннексии Гавайских островов, местному населению удалось сорвать его вступление в силу, предъявив 38000 подписей под петицией протеста; в итоге аннексия была утверждена лишь принятием Конгрессом «резолюции Ньюлендса» в июле 1898 года.
С 1901 по 1902 год первым председателем сената Гавайских островов был белорусский революционер-народник Николай Судзиловский-Руссель, известный также под именем Каука Лукини (по-канакски «русский доктор»), который за время нахождения в должности успел провести реформы в поддержку канаков, но не смог противостоять влиянию США и был лишён американского гражданства за антиамериканскую деятельность. Так называемая «Большая пятерка» — 5 компаний, владевших сахарными плантациями островов и установивших свой олигархический контроль над местной политикой, — приложила все усилия, чтобы Гавайи имели неравноправный статус в рамках США, ведь таким образом на острова не распространялось американское трудовое законодательство.
В 1908 году порт Пёрл-Харбор, ещё с конца XIX века игравший роль международного, стал базой ВМС США. Нападение японской авиации на эту базу 7 декабря 1941 года привело США к вступлению во Вторую мировую войну.
В борьбе с местной олигархией сформировалась разнородная коалиция, которая требовала социально-экономических и политических преобразований. Её активными участниками были Международный союз портовых и складских рабочих (ILWU, основанный в 1937 при участии коммунистов и синдикалистов-выходцев из «индустриальных рабочих мира»); рабочие иностранного (японского, филиппинского, китайского) происхождения; ветераны 442-го пехотного полка, почти полностью укомплектованного из этнических японцев, Коммунистическая партия Гавайев.
В ответ ФБР в разгар маккартизма, в 1951 году, пользуясь «актом Смита», арестовало «Гавайскую семёрку» — семерых коммунистов и членов профсоюзов, преимущественно Нисе [8] (включая председателя Компартии Чарльза Фухимото). Суд над ними длился два года, и освобождены они были только в 1958, когда разгромленная ФБР Компартия Гавайев уже прекратила своё существование, а некоторые её члены вступили в Демократическую партию Гавайев (которая практически безраздельно доминирует в политической жизни штата с 1962) с наивной надеждой таки сделать из неё нечто «левее центра».
В 1938 году в Хило ILWU и несколько других профсоюзов организовали ряд забастовок, требуя равной оплаты труда с рабочими Западного побережья США. Разгоняя одну из сопутствующих демонстраций, полицейские расстреляли двести безоружных протестующих; были ранены 50 человек, из них 2 детей. Но это не остановило расширение профсоюзного движения: объединив в своих рядах абсолютное большинство рабочих портов и доков, Международный союз портовых и складских рабочих принялся за создание профсоюза работников с плантаций сахарного тростника и ананасов. Сразу после Второй мировой войны этот «марш вглубь островов» обернулся рядом крупных забастовок; в 1949 году в результате одного из них Гавайи не принимали корабли в течение 177 дней. Всеобщие забастовки, акты гражданского неповиновения и уличные протесты нарастали, достигнув пика в начале 1950-х годов. В американской литературе этот процесс называют «демократической революцией 1954 года».
Гавайская «революция 1954» в социально-экономическом плане покончила с всевластной монополией «Большой пятерки» корпораций, привела к введению прогрессивного налогообложения, земельной реформы и законодательства в сфере защиты окружающей среды, создала систему здравоохранения, расширила трудовые права, право на забастовку и возможность заключения коллективных договоров. Она поколебала местную Республиканскую партию, которая безраздельно находилась при власти на Гавайях с момента присоединения к США; с 1962 года правящей партией штата является Демократическая партия Гавайев.
Однако решения местного законодательного собрания сначала ветировались назначенным из Вашингтона губернатором. К тому же, влиятельным союзником республиканской администрации в подавлении порывов с Гавайев были «диксикраты» — расистски и антикоммунистически настроенные члены Демократической партии США из южных штатов. Они боялись социальной революции на Гавайях, к тому же не могли простить своим гавайским однопартийцам сотрудничества с коммунистами. 27 июня 1959 здесь провели референдум, на котором 93 % избирателей поддержали статус штата для Гавайев.
Вслед за Аляской 21 августа 1959 года Гавайи получили статус штата США, 50-го по счёту.
В 1962 году на Гавайи были ввезены фазаны-кальи (в дальнейшем они размножились, и с 1977 года на них разрешена охота).

## Комментарии
1. ↑  Зарисовка из отчета Жака Араго о кругосветных путешествиях Луи де Фрейсине с 1817 по 1820 год
2. ↑  Литография из немецкого издания записок О. Е. Коцебу «Путешествие в Южный океан и в Берингов пролив для отыскания северо-восточного морского прохода, предпринятое в 1815, 1816, 1817 и 1818 годах», 1821 г.